# Конвалія (рослина)
Конвалія (Convallaria) — монотипний (з єдиним видом конвалія звичайна (Convallaria majalis)) або оліготипний рід однодольних рослин родини холодкових (Asparagaceae). У деяких таксономічних класифікаціях виділяють два інші види — Convallaria keiskei і Convallaria montana, в інших класифікаціях виділяють види Convallaria keiskei Miq., який зростає у Східній Азії, й Convallaria pseudomajalis W.Bartram (syn. Convallaria montana), який зростає на сході США.
Раніше рід включали в родину лілійні (Liliaceae) або виділяли в окрему родину конвалієві (Convallariaceae); у класифікації APG II (2003) рід був включений у родину Ruscaceae.